# Andrejs Pavlovs
Andrejs Pavlovs (* 22. Februar 1979 in Riga; russisch Андрей Павлов, Andrej Pawlow) ist ein lettischer Fußballspieler, der seit Anfang 2018 beim lettischen FK Spartaks Jūrmala als Reservetorhüter engagiert ist.

## Karriere
Die Karriere von Pavlovs begann bei FK Policijas in Riga, im Jahr 2001 wechselte er zum Lokalrivalen Skonto. Dort konnte er als Ersatztorhüter von 2001 bis 2004 viermal in Folge die lettische Meisterschaft gewinnen. Anfang 2005 verließ er den Klub, um die neue Nummer eins des FK Riga zu werden. Anfang 2008 schloss er sich dem FK Ventspils an, wo er als Stellvertreter von Andris Vaņins nur selten zum Einsatz kam. Im Jahr 2008 gewann er erneut die Meisterschaft. Im Juli 2008 wurde er für ein halbes Jahr an Lewski Sofia ausgeliehen, Anfang 2009 für ein halbes Jahr an den FK Schachzjor Salihorsk.
Anfang 2010 wechselte Pavlovs zu Akritas Chlorakas in die zweite zyprische Liga. Im Dezember 2010 nahm ihn Erstligist AE Paphos unter Vertrag, mit dem er am Saisonende absteigen musste. Er wechselte im Sommer 2011 zu Olympiakos Nikosia. Im Laufe der Hinrunde 2011/12 verlor er seinen Platz im Tor an Ernestas Šetkus. Anfang 2012 ging er zu Lokomotive Plowdiw nach Bulgarien, dort kam er jedoch nicht zum Einsatz.
Im Sommer 2012 kehrte Pavlovs nach Lettland zurück, wo er sich dem FK Spartaks Jūrmala anschloss. Anfang 2014 wurde er die neue Nummer eins bei Skonto Riga. Nach zwei Spielzeiten verpflichtete ihn der FK Ventspils, wo er mit Maksims Uvarenko um den Platz zwischen den Pfosten kämpfte. Seit Anfang 2018 spielt er wieder für Spartaks Jūrmala.

## Nationalmannschaft
2003 gab Pavlovs sein Debüt in der lettischen Auswahlmannschaft und nahm als dritter Torhüter an der Europameisterschaft 2004 in Portugal teil, kam jedoch nicht zum Einsatz. 2004 machte Pavlos sein bisher letztes Länderspiel.

## Erfolge
- Lettischer Meister: 2001, 2002, 2003, 2004, 2008